# Vladimir Frank
Vladimir Frank, hrvaški odvetnik, politik in publicist, * 11. junij 1873, Zagreb, † 1. avgust 1916, Dunaj.
Leta 1892 je v rodnem mestu maturiral na klasični gimnaziji, pravo z doktoratom pa je na Dunaju končal leta 1903. Po končanem študiju je bil odvetnik v Zagrebu. Leta 1906 je bil v volilnem okraju Dugo Selo izvoljen v Hrvaški sabor, v katerem je imel vrsto govorov, vlagal 
interpelacije in se zavzemal za reformo volilne zakonodaje, ter razpravljal o pomenu hrvaške in srbske državne ideje. Leta 1906 je na mitingu v Travniku propagiral idejo o združitvi Bosne in Hercegovine s Hrvaško. Odlomki njegovih govorov v parlamentu in komentarji aktualnih političnih dogajanj so bili med leti 1905 do 1906 in 1908 do 1910 objavljeni v strankinem  glasilu Hrvatsko pravo. Leta 1909 je sam začel izdajati glasilo Hrvatske novosti, ki pa je kmalu prenehalo izhajati. V Đakovu je bil leta 1911 imenovan za notarja, vendar se je še naprej ukvarjal s politiko, za poslanca v parlamentu pa ni več kandidiral. Na začetku prve svetovne vojne pa je kot politik prenehal delovati. Z izmišljenim imenom Milivoj Kivorov je med leti 1894 do 1895 sodeloval v mesečniku Tomislav. 